# Кундик плямистогрудий
Кунди́к плямистогрудий (Tetraophasis obscurus) — вид куроподібних птахів родини фазанових (Phasianidae). Ендемік Китаю.

## Опис

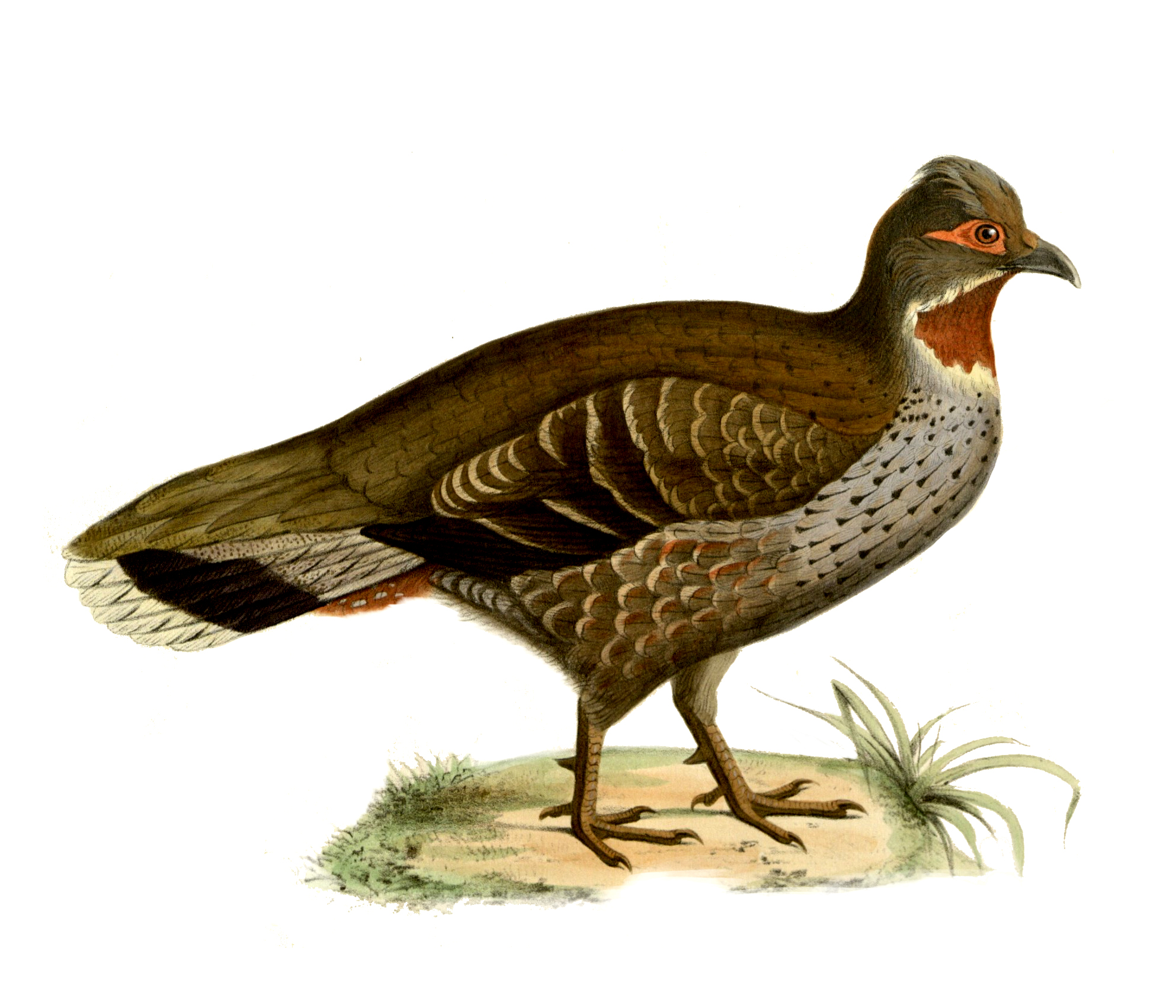
Плямистогрудий кундик

Довжина птаха становить 47-48 см, самці важать 938 г, самиці 780 г. Довжина хвоста становить 168 мм, довжина крила 211-231 мм.
Верхня частина голова бурувато-сіра, пера на ній мають темні стрижні. Решта голови і потилиця оливково-коричневі. Горло каштанове, окаймлене тонкою білувато-охристою смугою. Верхня частина грудей темно-сіра, пера на ній мають темні стрижні і помітні чорні кінчики, що формують плямистий візерунок. Решта нижньої частини тіла переважно коричнювата, місцями рудувато-коричнева, пера  на ній мають широкі білувато-охристі кінчики, що формують лускоподібний візерунок. Центральна частина живота охриста, деякі пера на ній мають коричневі кінчики. Нижні покривні пера хвоста темно-коричневі, пера на ній мають чорні стрижні і широкі білі кінчики.
Верхня частина тіла переважно оливково-коричнева, пера на верхній частині спини мають чорні кінчики, надхвістя блідо-сірувато-коричнювате. Крила темно-коричневі, пера на них мають білуваті краї. Стернові пера біля основви коричнювато-сірі, далі чорні, кінчики у них білі.
Райдужки червонувато-карі, навколо очей плями голої червоної шкіри, за очима вони переходять в коротку смугу. Дзьоб чорнуватий, лапи коричневі.

## Поширення і екологія
Плямистогруді кундики мешкають в горах Центрального Китаю, в провінціях Цинхай, Ганьсу і Сичуань, зокрема в горах Міншань і Цюнлайшань. Вони живуть в гірських хвойних лісах, рододендронових і ялівцевих заростях, на високогірних луках і кам'янистих гірських схилах. Зустрічаються зграйками по 8-12 птахів, на висоті від 3000 до 4100 м над рівнем моря. Взимку не мігрують. Живляться корінцями, цибулинами, ягодами і зеленим листям. Гніздяться у квітні-травні. В кладці 4 охристих яйця, поцяткованих червонуватими плямками, розміром 54×38 мм.